# Eudasyphora cyanicolor
Eudasyphora cyanicolor är en tvåvingeart som först beskrevs av Zetterstedt 1845.  Eudasyphora cyanicolor ingår i släktet Eudasyphora och familjen husflugor.
Artens utbredningsområde är Sverige. Arten är reproducerande i Sverige. Inga underarter finns listade i Catalogue of Life.

## Bildgalleri

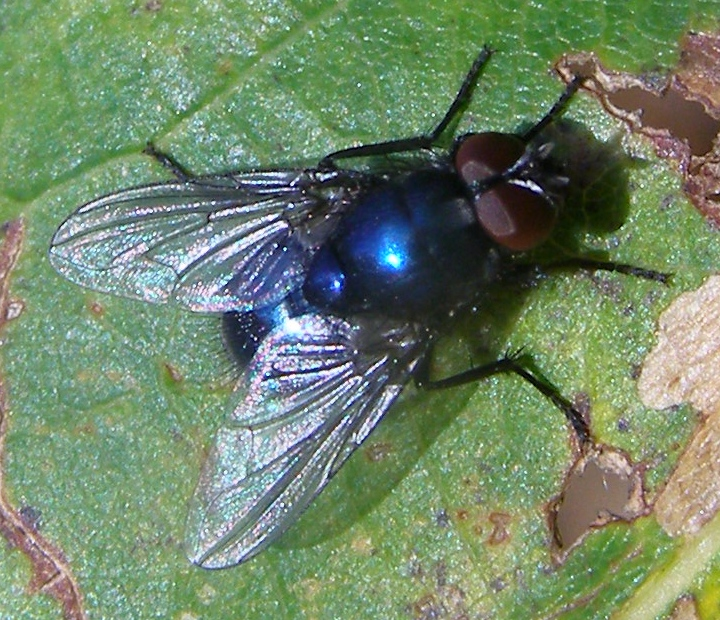